# Jean Piat
Pour les articles homonymes, voir Piat.
Ne doit pas être confondu avec Yann Piat.
Jean Piat, né le 23 septembre 1924 à Lannoy (Nord) et mort le 18 septembre 2018 à Boulogne-Billancourt, est un acteur et écrivain français.
Sociétaire honoraire de la Comédie-Française, Jean Piat est un homme de théâtre, dont le rôle le plus marquant est celui de Cyrano de Bergerac qu'il a interprété plus de deux cents fois. Il a également  porté sur scène Sacha Guitry avec la pièce De Sacha à Guitry dont il était un fervent admirateur.
Rare sur le petit écran, il est notamment connu pour son interprétation à la télévision du chevalier Henri de Lagardère dans Lagardère (1967), puis pour celle de Robert d'Artois dans l'adaptation des Rois maudits (1972) de Maurice Druon.
Comédien de doublage doté d'une voix puissante immédiatement reconnaissable, il était ainsi, entre autres, la voix de Peter O'Toole pour le rôle-titre dans Lawrence d'Arabie (1962), celle de Ian McKellen pour le personnage Gandalf dans les trilogies du Seigneur des anneaux et du Hobbit ainsi que celle des personnages des studios Disney Scar dans Le Roi lion (1994) et du juge Frollo dans Le Bossu de Notre-Dame (1996).

## Biographie

### Jeunesse, début de son histoire avec le théâtre
Jean Piat naît en 1924 à Lannoy (Nord). Sa famille déménage ensuite à Paris. 
En 1936, il entre dans le club de théâtre de son école pour, dit-il, « se distraire ». Il continue cette activité au lycée Janson-de-Sailly, où il côtoie Alain Decaux. Afin de s'acheter un billard russe, lui et ses amis décident de créer des matinées récréatives et montent des pièces de théâtre à la paroisse Saint-Ferdinand des Ternes.
À l'âge de 17 ans, il perd sa mère et se retrouve exclu de son lycée. Il continue de monter des spectacles, en 1944 il réussit une audition et part en tournée.
Jusqu'à 18 ans, il pratique le football à la paroisse Saint-Ferdinand des Ternes, un patronage paroissial situé 10, rue Roger-Bacon dans le 17e arrondissement de Paris[réf. nécessaire]. Il poursuit alors ses études secondaires au lycée Sainte-Croix de Neuilly.

### Succès sur les planches

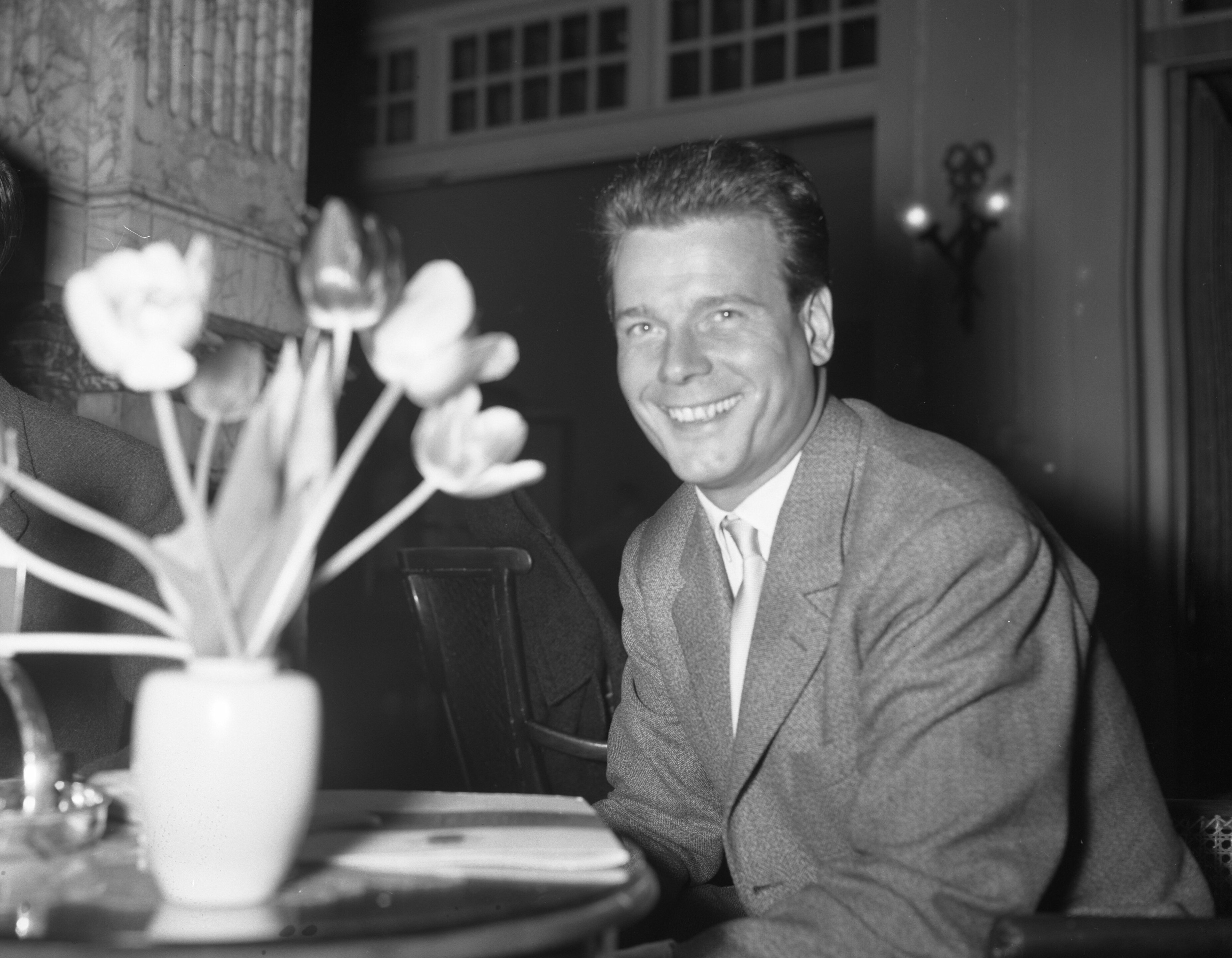
Jean Piat en 1960.

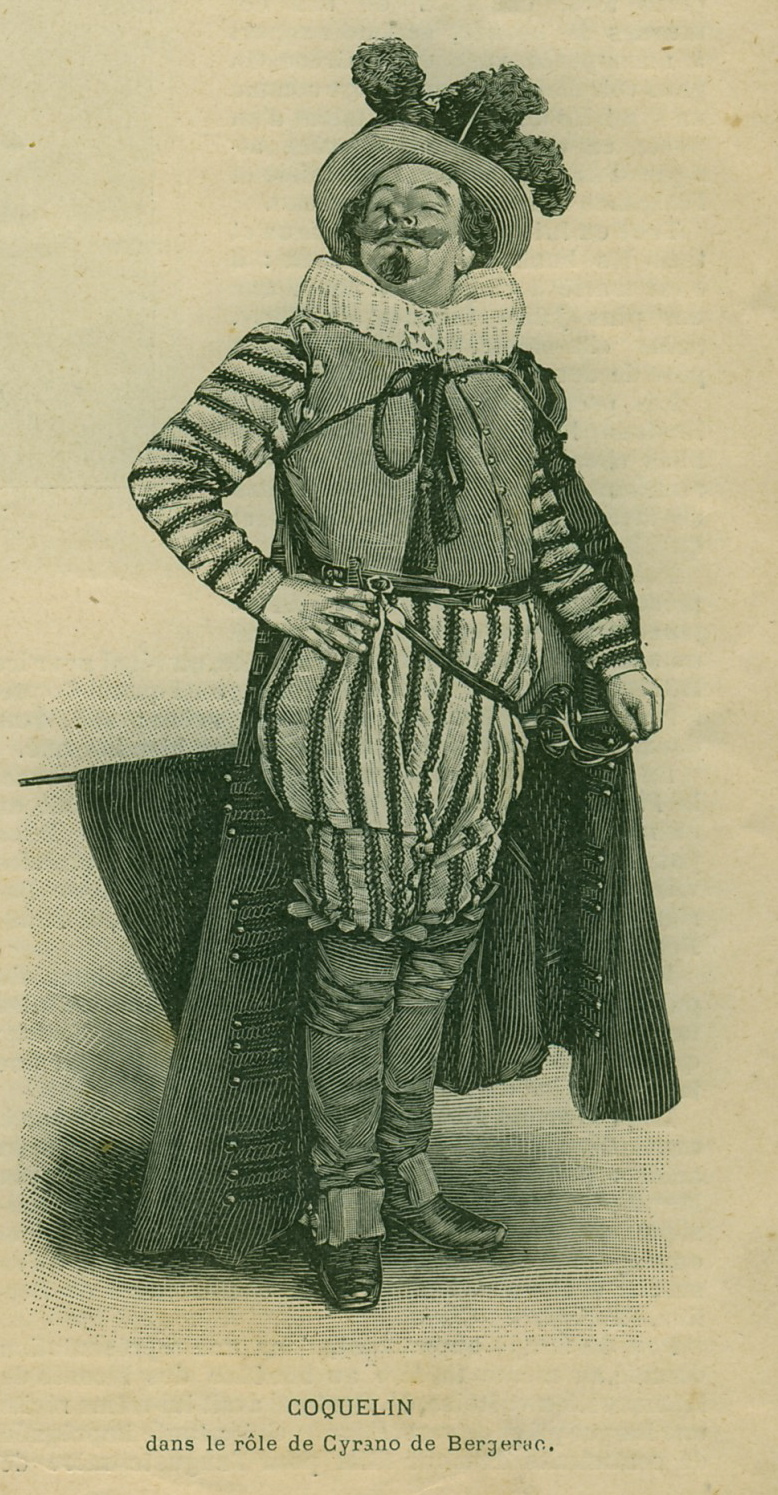
Représentation de Coquelin aîné, premier interprète de Cyrano de Bergerac, publié par L'Illustration le 8 janvier 1898. Le personnage sera l'un des rôles marquants de la carrière théâtrale de Jean Piat.

Après la seconde Guerre mondiale et sur les recommanditions de Roland Piétri, il entre au Conservatoire, mais il s'en retrouve vite exclu en raison de sa participation sans autorisation au tournage du film Rouletabille joue et gagne de Christian Chamborant où il jouait le rôle-titre,. Il rebondit alors à 22 ans en intégrant la Comédie-Française, le 1er septembre 1947, après avoir réussi son audition en récitant la tirade de la Calomnie du Barbier de Séville,. 
Il a travaillé à la comédie française durant 25 ans, débutant par de la figuration, puis passant aux rôles-titres, dont le plus notable est son interprétation jouée plus de 400 fois pendant huit ans (1964-1972) d'un Cyrano de Bergerac d'anthologie. 
Le 1er janvier 1953, il devient sociétaire de la Comédie-Française, institution qu'il quitte le 31 décembre 1972, et en devient sociétaire honoraire à partir du 1er janvier 1973.
Commence alors pour lui une carrière dans le théâtre privé, où il alterne passionnément les grands classiques, vaudevilles, boulevards et pièces contemporaines. C'est là qu'il travaille avec la dramaturge Françoise Dorin qui devient sa compagne.

### Rendez-vous réussi avec la télévision...
Il accède à la notoriété auprès du grand public grâce à la télévision, en jouant dans un premier temps Henri de Lagardère dans la mini-série Lagardère de Jean-Pierre Decourt en 1967, mais également et surtout le rôle de Robert d'Artois dans les Rois maudits, feuilleton télévisé de Claude Barma en 1972, tiré des romans éponymes de Maurice Druon. 
Grâce à son rôle dans le feuilleton Les rois maudits Jean Piat était très populaire en France durant les années 1970 et 1980.

### ... contrairement avec le cinéma
Sa carrière cinématographique est nettement en retrait par rapport au théâtre et la télévision, notamment en raison du refus du Conservatoire puis de la Comédie-Française à ce qu'il participe à des tournages. C'est ainsi qu'il doit renoncer à jouer dans Casque d'Or de Jacques Becker bien qu'il fût engagé pour ce film. Jean-Pierre Melville le recrute pour incarner Arsène Lupin avant que le projet soit stoppé par la mort du réalisateur. Il travaille avec Luis Buñuel dans La Voie lactée (1969) ou René Clément dans Le Passager de la pluie (1970).
Il dira à plusieurs reprises regretter de ne pas « avoir obtenu un grand rôle au cinéma ».

### Guitry et l'écriture
Il rencontre Sacha Guitry en 1948 qui l'engage pour le rôle de Figaro dans son film Le Diable boiteux (1948). Les deux hommes se retrouvent en 1954 pour le tournage du film Napoléon (1955) dans lequel Jean Piat joue Junot. 
Avec Alain Decaux, il part en tournée dans les années 1970 et le début des années 1980 avec la pièce De Sacha à Guitry. Jean Piat reprend seul la pièce par la suite, peaufinant le texte au fur et à mesure et ce, pendant de nombreuses années,.
En parallèle, il écrit son premier livre, Les Plumes des paons en 1980, qui reçoit le prix Broquette-Gonin décerné par l'Académie française.
Nommé au Molière du comédien en 1996 pour son rôle de prêtre dans la pièce L'Affrontement de l'américain Bill C. Davis, c'est en tant qu'adaptateur de la pièce qu'il glane en 1997 le Molière de l'adaptateur,.
En 2002 il sort le livre Je vous aime bien, monsieur Guitry !, lauréat du prix Saint-Simon la même année,.

### Une voix connue de tous
Depuis 1978, la voix de Jean Piat est audible dans le spectacle La Cinéscénie du Puy du Fou,.
Sa voix chaude, profonde, forte, gutturale et à la diction unique lui vaut de participer à de nombreux doublages, dont les plus fameux sont ceux de Peter O'Toole dans Lawrence d'Arabie, de Ian McKellen pour le personnage de Gandalf dans les trilogies Le Seigneur des anneaux et Le Hobbit, ainsi que les voix de Scar dans Le Roi lion et du juge Frollo dans Le Bossu de Notre-Dame,.
Il a également participé à des œuvres d'animation françaises, interprétant notamment le Grand Chambellan Sérignole dans le film Le Château des singes (1999) de Jean-François Laguionie, ainsi que  le grand prêtre dans Kaena, la prophétie (2003) et  Spike Goodfellow dans Tous à l'Ouest (2007).

### Dernières années
En 2005, il joue Antonio Salieri dans la pièce Amadeus de Peter Shaffer au côté de Lorànt Deutsch qui joue Mozart.
En décembre 2006, il signe le « Manifeste en faveur de la messe tridentine » qui paraît dans Le Figaro.
En 2008, il adapte avec sa fille Dominique ainsi que Paul Quentin, la pièce La Maison du lac dans laquelle il joue également.
Riant de sa longévité, il joue en 2012 dans la pièce Vous avez quel âge ?, écrite par sa compagne Françoise Dorin, puis, à 90 ans passés, il évoque sa vie dans les Pièces d'identité,. Il revient également sur sa carrière dans le livre Et... vous jouez encore ! paru en 2015.

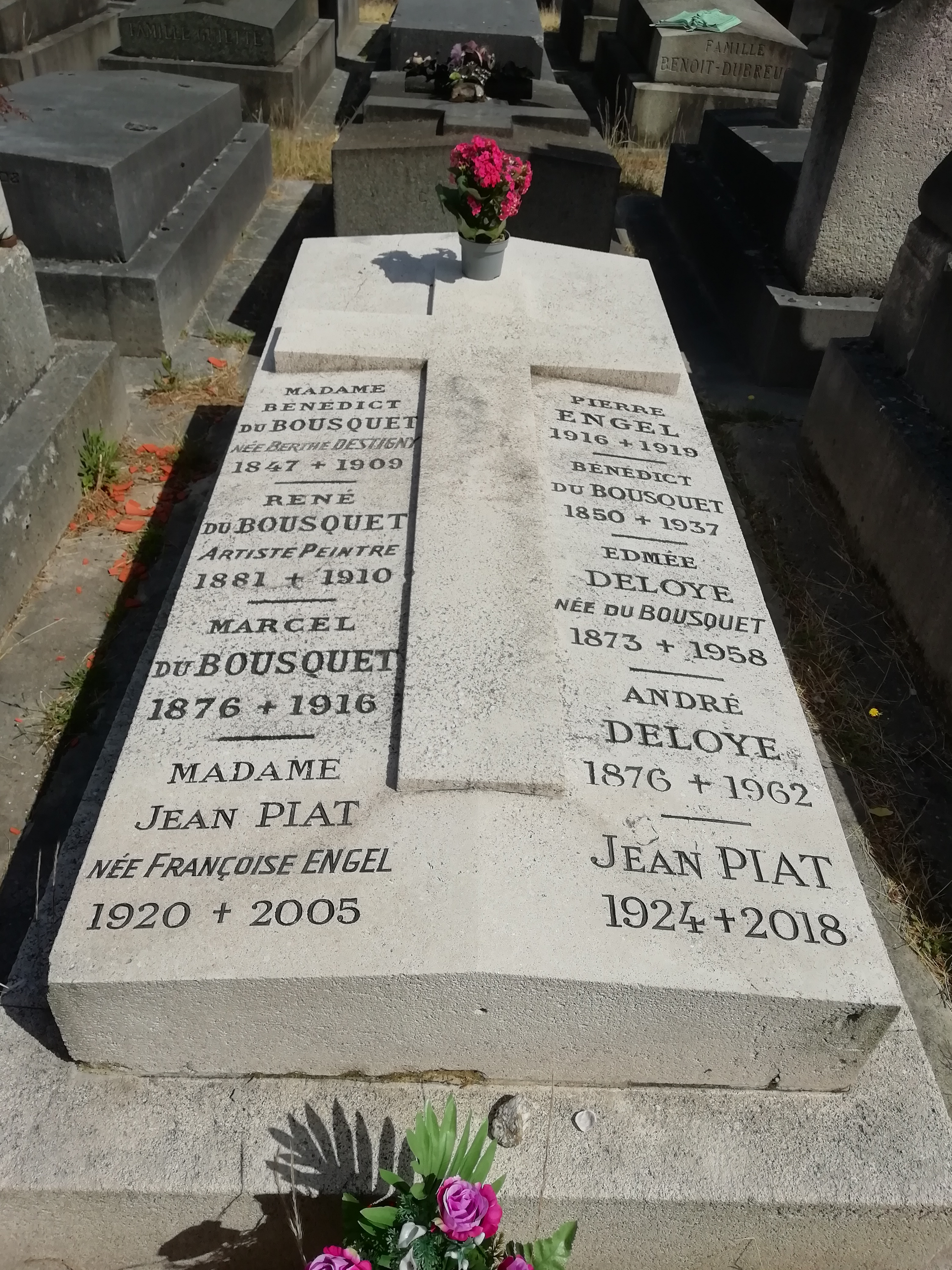
Tombe de Jean Piat et Françoise Engel au cimetière du Montparnasse (division 27).

En 2017, il joue en duo avec Mylène Demongeot dans la pièce Love Letters.

### Vie privée, honneurs et mort
Jean Piat a été marié à la comédienne Françoise Engel (1920-2005), professeur d'art dramatique au cours Simon, dont il a eu deux filles, Dominique, née en 1949, et Martine, en 1952.
De 1975 à 2018, il est le compagnon de la femme de lettres et écrivaine de pièces de théâtre Françoise Dorin (1928-2018).
Jean Piat est officier de la Légion d'honneur (1999), commandeur des Arts et des Lettres (2010) et grand-croix de l'ordre national du Mérite (2012). En 2002, il préside la 18e cérémonie des Molières.
Il meurt le 18 septembre 2018 à Boulogne-Billancourt, à l'âge de 93 ans, cinq jours avant son anniversaire. Il est inhumé au cimetière du Montparnasse — division 27, petit cimetière — auprès de son ex-épouse Françoise Engel, après une cérémonie à l'église Saint-François-Xavier de Paris.

## Théâtre

### Comédie-Française
Rôles à la Comédie-Française :
1. un Huissier, Ruy Blas, Victor Hugo, mise en scène Pierre Dux, 7 mai 1945
2. Gudiel, Ruy Blas, Victor Hugo, mise en scène Pierre Dux, 11 mai 1945
3. un Garde, Cyrano de Bergerac, Edmond Rostand, mise en scène Pierre Dux, 1945
4. un alguazil, Ruy Blas, Victor Hugo, mise en scène Pierre Dux, 3 septembre 1947
5. Trivelin, Arlequin poli par l'amour, Marivaux, mise en scène Gaston Baty et Jacques Charon, 20 septembre 1947 ; reprise 1954
6. Merlin, Les Acteurs de bonne foi, Marivaux, mise en scène Jean Debucourt, 30 octobre 1947
7. Don Manuel Aeias, Ruy Blas, Victor Hugo, mise en scène Pierre Dux, 9 novembre 1947
8. Figaro, Le Barbier de Séville, Beaumarchais, mise en scène Pierre Dux, 18 janvier 1948 ; reprise 1959
9. Germain, On ne saurait penser à tout, Alfred de Musset, mise en scène Robert Manuel, 11 février 1948
10. La Flèche, L'Avare, Molière, mise en scène reprise par Jean Meyer, 18 mars 1948 ; reprise 1960
11. Frontin, L'Épreuve, Marivaux, mise en scène Julien Bertheau, 8 avril 1948
12. Daniel Savary, Le Voyage de monsieur Perrichon, Eugène Labiche et Édouard Martin, mise en scène Jean Meyer, 17 avril 1948 ; reprise, mise en scène Jacques Charon, 1966
13. le poète, Les Espagnols en Danemark, Prosper Mérimée, mise en scène Jean Meyer, 5 mai 1948
14. Julien Cicandel, L'Anglais tel qu'on le parle, Tristan Bernard, 9 mai 1948
15. Bellerose, Cyrano de Bergerac, Edmond Rostand, mise en scène Pierre Dux, 29 mai 1948
16. Un mousquetaire, Cyrano de Bergerac, Edmond Rostand, mise en scène Pierre Dux, 24 juin 1948
17. Joseph, Le Voyage de monsieur Perrichon, Eugène Labiche et Édouard Martin, mise en scène Jean Meyer, 3 juillet 1948
18. Jeppo Liveretto, Lucrèce Borgia, Victor Hugo, mise en scène Denis d'Inès, 2 juillet 1948
19. Pasquin, Le Jeu de l'amour et du hasard, Marivaux, octobre 1948
20. le marquis de Valbery, On ne saurait penser à tout, Alfred de Musset, mise en scène Robert Manuel, 1948
21. l'Exempt, Monsieur de Pourceaugnac, Molière, mise en scène Jean Meyer, 24 novembre 1948
22. Éraste, Monsieur de Pourceaugnac, Molière, mise en scène Jean Meyer, 29 janvier 1949 ; reprise 1961
23. 2e Cadet, Cyrano de Bergerac, Edmond Rostand, mise en scène Pierre Dux, 16 février 1949
24. Jean-Pierre, Les Temps difficiles, Édouard Bourdet, mise en scène Pierre Dux, 24 mars 1949
25. l'Annoncier, Le Soulier de satin, Paul Claudel, mise en scène Jean-Louis Barrault, 18 avril 1949
26. Nicolas, L'Inconnue d'Arras, Armand Salacrou, mise en scène Gaston Baty, 24 avril 1949
27. un Reporter, Le Roi, Gaston Arman de Caillavet, Robert de Flers et Emmanuel Arène, mise en scène Jacques Charon, 8 juin 1949
28. Simpson, La Parisienne, Henry Becque, mise en scène Julien Bertheau, 26 septembre 1949
29. Alcidas, Le Mariage forcé, Molière, mise en scène Robert Manuel, 12 octobre 1949,
30. Lucien, Feu la mère de Madame, Georges Feydeau, mise en scène Fernand Ledoux (à la Cité internationale, 25 octobre 1949) ; 1e fois à Paris, 17 février 1950
31. Rivelot, Le Roi, Gaston Arman de Caillavet, Robert de Flers et Emmanuel Arène, mise en scène Jacques Charon, 20 novembre 1949
32. un Officier, La Reine morte, Henry de Montherlant, mise en scène Pierre Dux, 26 novembre 1949
33. Brissaille, Cyrano de Bergerac, Edmond Rostand, mise en scène Pierre Dux, 24 décembre 1949
34. Jérôme, Cantique des cantiques, Jean Giraudoux, mise en scène Louis Jouvet, 1949
35. 1er Gentilhomme, Othello, William Shakespeare - Georges Neveux, mise en scène Jean Meyer, 4 janvier 1950
36. 4e cadet, Cyrano de Bergerac, Edmond Rostand, Pierre Dux, 24 janvier 1950
37. Dubois, Les Fausses Confidences, Marivaux, mise en scène Maurice Escande, 28 février 1950 ; reprise, mise en scène Jean Piat
38. Sérignan, La Belle Aventure, Gaston Arman de Caillavet, Robert de Flers et Étienne Rey, mise en scène Jean Debucourt, 9 mai 1950
39. Dautier, Un ami de jeunesse, Edmond Sée, 29 mai 1950
40. Gratiano, Othello, William Shakespeare, mise en scène Jean Meyer, 9 juin 1950
41. Joseph, Feu la mère de Madame, Georges Feydeau, mise en scène Fernand Ledoux, 29 juin 1950
42. le héraut, Madame Quinze, Jean Sarment, 2 juillet 1950
43. Pierre, Le Président Haudecœur, Roger Ferdinand, mise en scène Louis Seigner, 5 octobre 1950
44. Maître Phecat, La Robe rouge, Eugène Brieux, mise en scène Jean Meyer, 11 octobre 1950
45. le Voisin, Un voisin sait tout, Gérard Bauer, mise en scène Jean Debucourt, 29 novembre 1950
46. Richard, Le Cheval arabe, Julien Luchaire, mise en scène Jean Debucourt, 25 janvier 1951
47. un Monsieur, Le commissaire est bon enfant, Georges Courteline et Jules Lévy, mise en scène Robert Manuel, 8 février 1951
48. Jodelet, Cyrano de Bergerac, Edmond Rostand, mise en scène Pierre Dux, 22 février 1951
49. le jeune Paysan, Le Conte d'hiver, William Shakespeare, mise en scène Julien Bertheau, 3 mars 1951
50. le Préfet, Chacun sa vérité, Luigi Pirandello, mise en scène Charles Dullin, 14 mars 1951
51. Catalina, L'Homme de cendres, André Obey, mise en scène Pierre Dux, 11 avril 1951
52. Cléonte, Le Bourgeois gentilhomme, Molière, mise en scène Jean Meyer, 14 juin 1951 à Strasbourg ; Paris, le 3 juillet 1951
53. Pontagnac, Le Dindon, Georges Feydeau, mise en scène Jean Meyer, 29 juin 1951
54. Lesueur, Donogoo, Jules Romains, mise en scène Jean Meyer, 9 novembre 1951
55. Amiens, Comme il vous plaira, William Shakespeare, mise en scène Jacques Charon, 12 janvier 1952
56. Lamendin, Donogoo, Jules Romains, mise en scène Jean Meyer, 1951
57. Mascarille, Les Précieuses ridicules, Molière, mise en scène Robert Manuel, 27 mars 1952
58. Phidippide, Les Nuées, Aristophane, mise en scène Socrato Carandinos, 14 mai 1952
59. Crispin, Le Légataire universel, Jean-François Regnard, mise en scène Pierre Dux, 18 juin 1952
60. Benvolio, Roméo et Juliette, William Shakespeare - Jean Sarment, mise en scène Julien Bertheau, 22 octobre 1952
61. Thibaud, La Coupe enchantée, La Fontaine et Champmeslé, mise en scène Jacques Clancy, 1er décembre 1952
62. le Soldat mort, Une fille pour du vent, André Obey, mise en scène Julien Bertheau, 15 avril 1953
63. Martinez, Le Carrosse du Saint-Sacrement, Prosper Mérimée, en tournée à Bruxelles, 29 mai 1953
64. Arsénio, Le Curé espagnol, Roger Ferdinand, Fletcher et Massinger, mise en scène Jean Meyer, 3 juin 1953
65. le Lieutenant de vaisseau, Les Noces de deuil, Philippe Hériat, mise en scène Julien Bertheau, 15 octobre 1953
66. le Camelot, Crainquebille, Anatole France, mise en scène Louis Seigner, 18 décembre 1953
67. La Grange, L'Impromptu de Versailles, Molière, mise en scène Pierre Dux, 15 janvier 1954
68. Edgar, En attendant l'aurore, Mme Simone, mise en scène Julien Bertheau, 1954
69. le Prince de Mantoue, Fantasio, Alfred de Musset, mise en scène Julien Bertheau, 20 décembre 1954
70. Jacques, Le Pavillon des enfants, Jean Sarment, mise en scène Julien Bertheau, 24 mai 1955
71. le Voyageur, Un voyageur, Maurice Druon, mise en scène Jean Piat, 1956
72. Frontin, Les Serments indiscrets, Marivaux, mise en scène Jean Piat, 17 avril 1956
73. Léon, Amédée ou les Messieurs en rang, Jules Romains, mise en scène Jean Meyer, 24 octobre 1956
74. Alcippe, Les Fâcheux, Molière, mise en scène Jacques Charon, 8 novembre 1956
75. Amédée, Amédée ou les Messieurs en rang, Jules Romains, mise en scène Jean Meyer, 24 novembre 1956
76. Crispin, Crispin rival de son maître, Alain-René Lesage, mise en scène Robert Manuel, 6 décembre 1956
77. Hermès, Polydora, André Gillois, mise en scène Julien Bertheau, 27 février 1957, Comédie-Française au théâtre de l'Odéon
78. Valentin, Il ne faut jurer de rien, Alfred de Musset, mise en scène Jean Piat, 1957
79. Jimmy, Le Sexe faible, Édouard Bourdet, mise en scène Jean Meyer, 1957
80. Mercure, Amphitryon, Molière, mise en scène Jean Meyer 1957 ; reprise 1964
81. Ergaste, L'École des maris, Molière, mise en scène Jean Meyer, 1958
82. Cléante, Le Malade imaginaire, Molière, mise en scène Robert Manuel, 16 décembre 1958
83. Figaro, Le Mariage de Figaro, Beaumarchais, mise en scène Jean Meyer, 1958, reprise 1962
84. le Jardinier, Électre, Jean Giraudoux, mise en scène Pierre Dux, 1959
85. Domino, Domino, Marcel Achard, mise en scène Jean Meyer, 1959 ; reprise, mise en scène Jean Meyer et Jean Piat, 1967
86. Covielle, Le Bourgeois gentilhomme, Molière, mise en scène Jean Meyer, 1959
87. Don César de Bazan, Ruy Blas, Victor Hugo, mise en scène Raymond Rouleau, 1960
88. Bois d'Enghien, Un fil à la patte, Georges Feydeau, mise en scène Jacques Charon, 1961
89. La Grange, La Troupe du Roy, d'après Molière, mise en scène Paul-Émile Deiber, 1962
90. Premier Marquis, L'Impromptu du Palais-Royal, Jean Cocteau, mise en scène Jacques Charon, en tournée au Japon, mai 1962
91. Cyrano de Bergerac, Cyrano de Bergerac, Edmond Rostand, mise en scène Jacques Charon, 8 février 1964 (232 fois)
92. l'Avocat, Le Songe, August Strindberg, mise en scène Raymond Rouleau, 1970
93. Molière, La Troupe du Roy, d'après Molière, mise en scène Paul-Émile Deiber, 1970
94. Molière, L'Impromptu de Versailles, Molière, mise en scène Pierre Dux, 1971
95. Don César de Bazan, Ruy Blas, Victor Hugo, mise en scène Raymond Rouleau, 1971, au Théâtre de l'Odéon

Littéraires
- Satire VII fragment) et Stances à Molière (Boileau), 20 octobre 1956
- Discours au roi (Boileau), 20 octobre 1956
- La Beauce et les Bossus (La Fontaine), 10 décembre 1956
- Le Loup et le Chien (La Fontaine), 10 décembre 1956
- Le Neveu de Rameau (Diderot) (fragments), 18 février 1957

Mises en scène
- 1953 : Un voyageur de Maurice Druon, Comédie-Française
- 1956 : Les Serments indiscrets de Marivaux, Comédie-Française
- 1957 : Il ne faut jurer de rien d'Alfred de Musset, Comédie-Française
- 1957 : La Réunion des Amours de Marivaux, Comédie-Française
- 1962 La Colonie de Marivaux, Comédie-Française
- 1968 : Le Joueur de Jean-François Regnard, Comédie-Française
- 1968 : La Navette d'Henry Becque, Comédie-Française
- 1969 : 29 degrés à l'ombre d'Eugène Labiche, Comédie-Française
- 1969 : Les Fausses Confidences de Marivaux, Comédie-Française
- 1970 : Si Camille me voyait de Roland Dubillard, Comédie-Française
- 1971 : Les Femmes savantes de Molière, Comédie-Française

### Avant et après son départ de la Comédie-Française

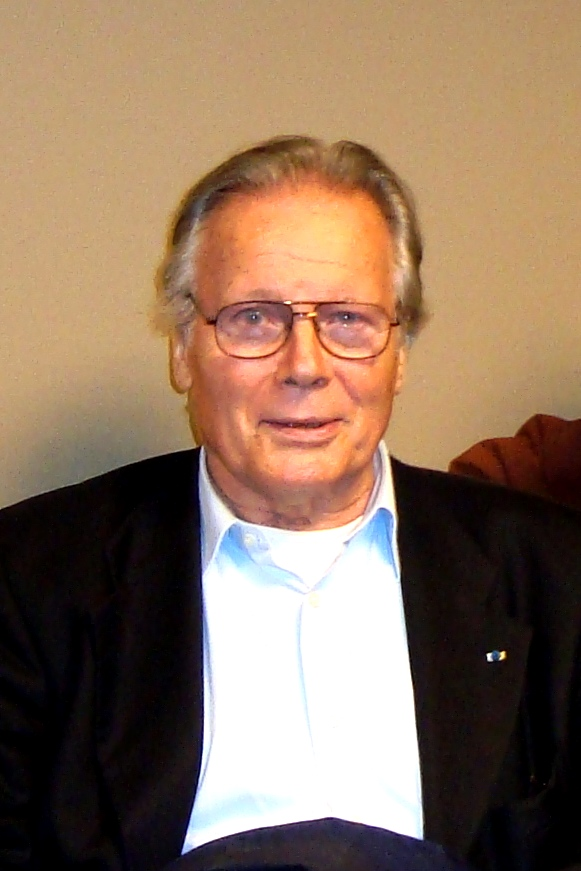
Jean Piat avant sa représentation de La Maison du lac le 14 octobre 2008.

- 1946 : La Sainte Famille d'André Roussin, mise en scène Jean Meyer, théâtre Saint-Georges
- 1963 : Ruy Blas de Victor Hugo, mise en scène Jean Darnel, Festival de Saint-Malo
- 1970 : Amphitryon 38 de Jean Giraudoux, mise en scène Pierre Franck, Festival de Bellac
- 1973 : Le Tournant de Françoise Dorin, mise en scène Michel Roux, théâtre de la Madeleine
- 1976 : Même heure, l'année prochaine de Bernard Slade, mise en scène Pierre Mondy, théâtre Montparnasse
- 1977 : Même heure, l'année prochaine de Bernard Slade, mise en scène Pierre Mondy, théâtre des Célestins, tournée Karsenty-Herbert
- 1978 : Le Préféré de Pierre Barillet et de Jean-Pierre Gredy, mise en scène Michel Roux, théâtre de la Madeleine
- 1981 : Domino de Marcel Achard, mise en scène Jean Piat, théâtre Marigny
- 1983 : L'Étiquette de Françoise Dorin, mise en scène Pierre Dux, théâtre des Variétés
- 1984 : Le Dindon de Georges Feydeau, mise en scène Jean Meyer, théâtre du Palais-Royal
- 1985 : Chapitre II de Neil Simon, mise en scène Pierre Mondy, avec Mireille Darc, théâtre Édouard-VII
- 1986 : L'Âge en question de Françoise Dorin, avec Françoise Dorin, théâtre des Variétés
- 1989 : De Sacha à Guitry d'après l'œuvre de Sacha Guitry, mise en scène Jacques Mauclair, Petit Marigny
- 1993 : Le Retour en Touraine de Françoise Dorin, mise en scène Georges Wilson, théâtre de l'Œuvre
- 1996 : L'Affrontement de Bill C. Davis, adaptation Jean Piat, mise en scène Stéphane Hillel, théâtre Fontaine
- 1997 : L'Affrontement de Bill C. Davis, adaptation Jean Piat, mise en scène Stéphane Hillel, Comédie des Champs-Élysées
- 1997 : De Sacha à Guitry d'après l'œuvre de Sacha Guitry, mise en scène Jacques Mauclair, théâtre Fontaine
- 2001 : Les Dernières Lunes de Furio Bordon, mise en scène Stéphane Hillel, théâtre Montparnasse
- 2002 : Prof ! de Jean-Pierre Dopagne, mise en scène Jean-Claude Idée, théâtre de la Gaîté Montparnasse
- 2005 : Amadeus de Peter Shaffer, rôle d'Antonio Salieri, avec Lorànt Deutsch dans le rôle de Mozart, théâtre de Paris
- 2006 : De Sacha à Guitry, Impromptu d'après l'œuvre de Sacha Guitry, scénographie Gérard Keryse, Comédie des Champs-Élysées
- 2007 : Prof ! de Jean-Pierre Dopagne, mise en scène Jean-Claude Idée, Comédie des Champs-Élysées
- 2008-2009 : La Maison du lac d'Ernest Thompson, adaptation Jean Piat, Dominique Piat et Paul Quentin, mise en scène Stéphane Hillel, avec Maria Pacôme, théâtre de Paris
- 2010 : Vous avez quel âge ? de Françoise Dorin, mise en scène Stéphane Hillel, Comédie des Champs-Élysées[23].
- 2011 : Vous avez quel âge ? de Françoise Dorin, mise en scène Stéphane Hillel, Comédie des Champs-Élysées
- 2012 : Ensemble et séparément de Françoise Dorin, mise en scène Stéphane Hillel, Théâtre Tête d'or
- 2012 : Vous avez quel âge ? de Françoise Dorin, mise en scène Stéphane Hillel, Comédie des Champs-Élysées
- 2013-2014 : Ensemble et séparément de Françoise Dorin, mise en scène Stéphane Hillel, Comédie des Champs-Élysées
- 2014 : Les nuits romantiques de Nohant, Impromptu avec Pascal Amoyel, d'après l'œuvre de George Sand, Alphonse de Lamartine, Alfred de Musset, Théâtre de Paris
- 2015 : Pièces d'identité de Jean Piat, mise en scène Stéphane Hillel, Théâtre Tête d'or et tournée
- 2016 : Pièces d'identité de Jean Piat, mise en scène Stéphane Hillel, Théâtre des Bouffes-Parisiens
- 2017 : Love Letters de A. R. Gurney, mise en scène Stéphanie Fagadau, Comédie des Champs-Élysées.

#### Comédie musicale
- 1986 : L'homme de la Mancha de Dale Wasserman, mise en scène Jean-Luc Tardieu, Espace 44 Nantes
- 1988 : L'homme de la Mancha de Dale Wasserman, mise en scène Jean-Luc Tardieu, théâtre Marigny

### Metteur en scène
- 1963 : Laure et les Jacques de Gabriel Arout, théâtre Saint-Georges
- 1965 : Assassins associés de Robert Thomas, théâtre du Palais-Royal, théâtre Antoine
- 1966 : Ce soir à Samarcande de Jacques Deval, théâtre de Paris
- 1967 : Jean de la Lune de Marcel Achard, théâtre du Palais-Royal
- 1969 : Échec et Meurtre de Robert Lamoureux, Espace Cardin
- 1981 : Domino de Marcel Achard, théâtre Marigny
- 1995 : L'Âge en question de Françoise Dorin
- 1995 : De Sacha à Guitry d'après Sacha Guitry
- 2006 : Le Block 15, ou la musique en résistance de Pascal Amoyel et Emmanuelle Bertrand, théâtre du Renard

## Filmographie

### Cinéma

#### Longs métrages
- 1947 : Rouletabille joue et gagne de Christian Chamborant : Rouletabille
- 1948 : Rouletabille contre la dame de pique de Christian Chamborant : Rouletabille
- 1948 : Le Diable boiteux de Sacha Guitry : Figaro
- 1951 : Clara de Montargis d'Henri Decoin : Jean-Claude
- 1953 : Le Chasseur de chez Maxim's d'Henri Diamant-Berger : André du Vélin
- 1955 : Napoléon de Sacha Guitry : Junot
- 1958 : Le Bourgeois gentilhomme de Jean Meyer : Cléonte
- 1959 : Le Mariage de Figaro de Jean Meyer : Figaro
- 1961 : Les Moutons de Panurge de Jean Girault : Serge
- 1968 : La Tour de Nesle de Franz Antel (sous le pseudonyme de François Legrand) : Buridan
- 1968 : Les Aventures de Lagardère de Jean-Pierre Decourt : Henri de Lagardère
- 1969 : Le Bossu de Jean-Pierre Decourt : Lagardère
- 1969 : La Voie lactée de Luis Buñuel : le janséniste
- 1969 : Le Passager de la pluie de René Clément : M. Armand
- 1974 : La Rivale de Sergio Gobbi : Pierre
- 1979 : Ciao, les mecs de Sergio Gobbi : L'avocat

#### Longs métrages d'animation
- 1999 : Le Château des singes de Jean-François Laguionie : Sérignole
- 2003 : Kaena, la prophétie de Chris Delaporte : le grand prêtre
- 2007 : Tous à l'Ouest de Olivier Jean-Marie : Spike Goodfellow

### Télévision
- 1958 : Il ne faut jurer de rien d'Alfred de Musset, mise en scène Jean Piat
- 1965 : Ruy Blas de Victor Hugo, réalisation Claude Barma - Don César de Bazan
- 1967 : Au théâtre ce soir : Domino de Marcel Achard, mise en scène Jean Piat, réalisation Pierre Sabbagh, théâtre Marigny - Domino
- 1967 : Lagardère de Jean-Pierre Decourt - Henri de Lagardère / El Cincelador / Maître Louis / Ésope
- 1970 : Au théâtre ce soir : Un fil à la patte de Georges Feydeau, mise en scène Jacques Charon, réalisation Pierre Sabbagh, théâtre Marigny (spectacle de la Comédie-Française) - Fernand de Bois d'Enghien
- 1971 : Au théâtre ce soir : La Pèlerine écossaise de Sacha Guitry, mise en scène Robert Manuel, réalisation Pierre Sabbagh, théâtre Marigny - Philippe
- 1972 : Ruy Blas de Victor Hugo, mise en scène et réalisation Raymond Rouleau (spectacle de la Comédie-Française) - Don César de Bazan
- 1972 : Les Rois maudits de Claude Barma - Robert d'Artois
- 1974 : Schulmeister, l'espion de l'empereur de Jean-Pierre Decourt - Le Comte de Beaumont
- 1977 : Chanteclerc de Jean-Christophe Averty - Chanteclerc
- 1978 : Les Jeunes Filles de Lazare Iglesis - Pierre Costals
- 1981 : À nous de jouer d'André Flédérick : Jérôme
- 1984 : Emmenez-moi au théâtre : Amphitryon 38 de Claude Barma
- 1988 : L'Affaire Saint-Romans de Michel Wyn - Marcel Saint-Romans

### Doublage
Longs métrages
- Ian McKellen dans :
  - Le Seigneur des anneaux : La Communauté de l'anneau (2001) : Gandalf
  - Le Seigneur des anneaux : Les Deux Tours (2002) : Gandalf
  - Le Seigneur des anneaux : Le Retour du roi (2003) : Gandalf
  - À la croisée des mondes : La Boussole d'or (2007) : Iorek Byrnison (voix)
  - Le Hobbit : Un voyage inattendu (2012) : Gandalf
  - Le Hobbit : La Désolation de Smaug (2013) : Gandalf
  - Le Hobbit : La Bataille des Cinq Armées  (2014) : Gandalf
- Peter O'Toole dans :
  - Lawrence d'Arabie (1962) : Thomas Edward Lawrence
  - Lord Jim (1965) : Lord Jim
  - La Nuit des généraux (1967) : le général Tanz
- 1954 : Prince Vaillant : Prince Vaillant (Robert Wagner)
- 1967 : Camelot : le Roi Arthur (Richard Harris)
- 2001 : Gosford Park : Sir William McCordle (Michael Gambon)

### Longs métrages d'animation
- 1940 : Fantasia : narration française (doublage de 1976)
- 1994 : Le Roi lion : Scar[24]
- 1996 : Le Bossu de Notre-Dame : Claude Frollo[25]

### Jeu vidéo
- 2014 : Lego Le Hobbit : Gandalf

## Voix off
- L'Histoire d'Isis (version française) : spectacle nocturne son et lumière sur l'île de Philæ en Égypte : le Nil.
- La Bergère et le Ramoneur (vinyle)
- Pièce de théâtre sonore Le Tour du monde en 80 jours de Jules Verne, par la Société des comédiens français[n 1]
- 1956 : Livre audio de L'Abbesse de Castro de Stendhal [n 1]
- 1977-1990 : Le Combat du jour et de la nuit (spectacle nocturne pour le château de Chambord)
- 1978 : Spectacle La Cinéscénie du Puy du Fou
- 2003 : Spectacle Le Bal des oiseaux fantômes du Puy du Fou
- 2011 : Spectacle Le Signe du triomphe du Puy du Fou
- 2018 : narrateur la nuit aux Invalides 2019 Lutèce-3000 ans d'histoire.

## Publications
- Les Plumes des paons, 1980 — Prix Broquette-Gonin (décerné par l'Académie française)
- Le Parcours du combattant, 1989
- La Vieille dame de la librairie, 1991
- Veille de fête, 1992
- Le Dîner de Londres, 1994 — prix Renaissance des lettres 1995[26]
- La Jeune Fille à l'avant-scène, 1995
- Les Silences et les mots, 1998
- Derniers mots d'amour : anthologie de correspondances avec Daniele Volle, 2001
- Je vous aime bien, monsieur Guitry, 2002 — prix Saint-Simon
- Beaumarchais, un intermittent du spectacle, 2004 — Médaille de vermeil — Académie française
- Vous n'aurez pas le dernier mot ! : petite anthologie désinvolte des plus belles réparties, avec Patrick Wajsman, 2006.
- Et… vous jouez encore ! , Flammarion, 2015

## Distinctions

### Décorations
- Officier de la Légion d'honneur (1999)[27] ; chevalier (1973)
- Grand-croix de l'ordre national du Mérite (2012) ; grand officier (2006) ;
- Commandeur de l'ordre des Arts et des Lettres (2010)[28]

### Récompenses
- 1980 : prix Broquette-Gonin pour Les plumes du paon
- Molières 1997 : Molière de l'adaptateur pour L'Affrontement
- 2002 : prix Saint-Simon pour Je vous aime bien, Monsieur Guitry !
- 2004 : prix d'Académie (médaille de vermeil) pour Beaumarchais, un intermittent du spectacle[29]
- 2012 : prix du Brigadier : brigadier d'honneur pour l'ensemble de sa carrière.

### Nomination
- Molières 1996 : nomination au Molière du comédien pour L'Affrontement de Bill C. Davis

## Pour approfondir